# Westphalia, Michigan
Westphalia är en ort (village) i Clinton County i Michigan. Vid 2010 års folkräkning hade Westphalia 923 invånare.